# Pagode Vipassanā
La pagode Vipassanā ou pagode mondiale Vipassanā est une pagode construite en 2008, situé à Bombay en Inde. Elle a été inaugurée par Pratibha Patil, la présidente de l'Inde. La pagode a été construite sur le modèle de la pagode Shwedagon et son nom est en hommage à la pratique du Vipassanā.

## Construction
Planifiée à partir de 1997, la construction de la pagode débute en 2000 ; le premier dome, contenant des reliques bouddhiques, est achevé en 2006, les deux domes supérieurs en 2008, et l’inauguration se déroule le 8 février 2009.